# Maovice
Maovice is een plaats in de gemeente Vrlika in de Kroatische provincie Split-Dalmatië. De plaats telt 494 inwoners (2001).